# 25940 Mikeschottland
25940 Mikeschottland este un asteroid din centura principală de asteroizi.

## Descriere
25940 Mikeschottland este un asteroid din centura principală de asteroizi. A fost descoperit pe 2 martie 2001 la Stația Anderson Mesa în cadrul programului LONEOS. Asteroidul prezintă o orbită caracterizată de o semiaxă mare de 2,82 ua, o excentricitate de 0,06 și o înclinație de 4,6° în raport cu ecliptica.